# Luis Sanguino
Luis Antonio Sanguino de Pascual es un escultor español nacido en Barcelona el 13 de agosto de 1934.

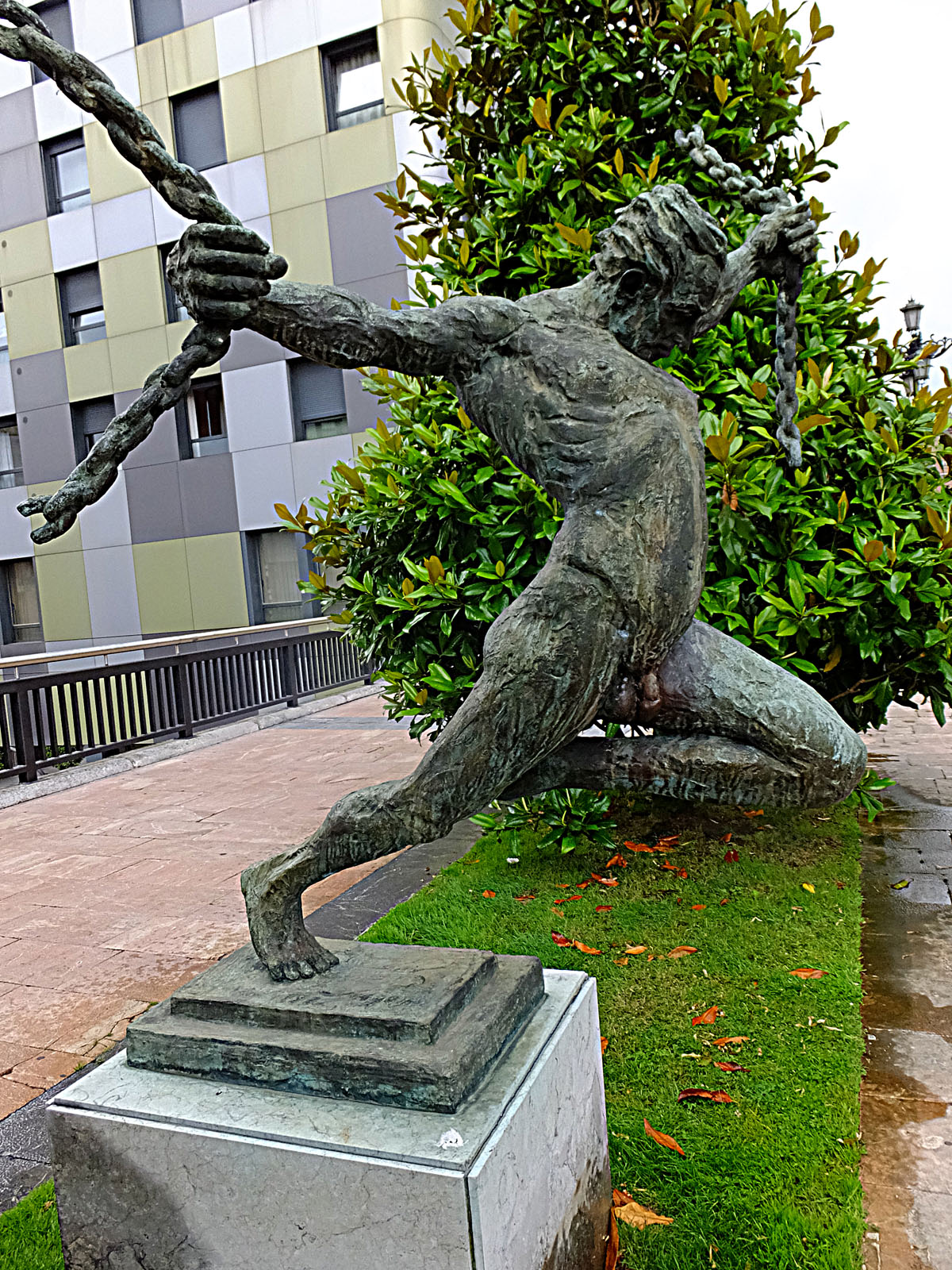
Libertad, obra de Sanguino instalada en Oviedo.

## Biografía
Sus padres, el abogado Aquilino Sanguino y Rosa de Pascual, constituían una familia noble de Barcelona, siendo el número siete de ocho hermanos. Como consecuencia del estallido de la guerra civil del 36 abandonaron Barcelona, dejando atrás en su huida todas sus posesiones.
Su periplo por fuera y dentro  el país (residiendo  en Marsella, Mónaco y San Sebastián)  les condujo finalmente a establecerse en la provincia andaluza de Córdoba, donde vivirá su infancia en la finca La Raña, y estudiará en el colegio de los Salesianos de Pozoblanco.
Desde muy pequeño puso de manifestación sus grandes dotes artísticas, llevando a cabo con tan solo ocho años una obra en terracota, conocida como  “Las Ruinas”, fechada entre 1942-1943. Consistía en un bajorrelieve en arcilla cocida o terracota que representaba un paisaje bucólico o pastoril, en el que aparecía un pastor y su rebaño en plena naturaleza y ante las ruinas de lo que debió ser un antiguo monasterio. Para su realización Sanguino se inspiró en un grabado de un antiguo libro que tenía su madre.
La familia cambió en 1944 su lugar de residencia, ubicándose esta vez en la capital de España, Madrid, donde residirán poco tiempo, ya que seguidamente la familia se traslada  nuevamente esta vez en Cádiz. Es durante su breve estancia en Madrid,  cuando familiares de Luis Antonio le ponen en contacto con el escultor Mariano Benlliure, quien pese a considerar que Luis tenía unas grandes aptitudes para la escultura, debido a su avanzada edad (82 años), no sería su maestro, recomendándole para tal tarea al imaginero Federico Coullaut-Valera, hijo de Lorenzo Coullaut ( 1876-1932; escultor de, entre otras obras, el Monumento de la Plaza de España “El Quijote”).

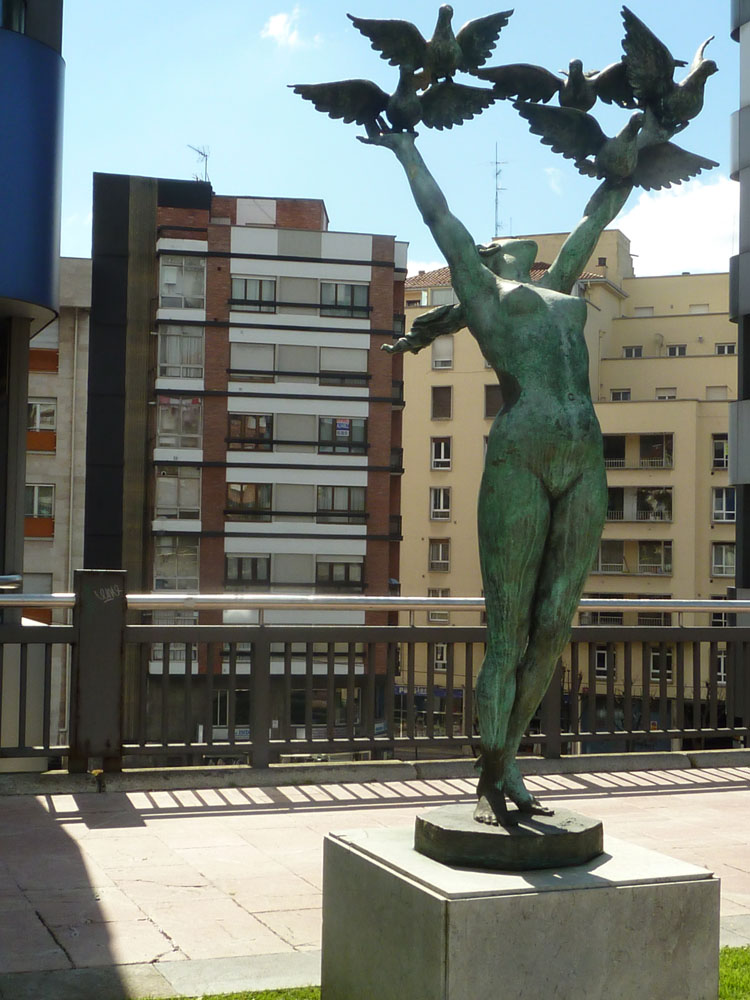
Paz, obra de Sanguino instalada en Oviedo.

Se presentó a su primer concurso de escayolistas que se celebraba en Cádiz, quedando finalista (la obra que presentó se titulaba “La perezosa”, hecha  en escayola de un metro de altura,  que representa una figura femenina), participando seguidamente en otro organizado en Sevilla, aquí el trabajo consistió en la realización de una moldura decorativa de un metro con motivos florales y lágrimas entre otros elementos decorativos. Pese a la calidad del trabajo no consiguió ningún premio, aunque consiguió ser elegido para participar en Madrid en otro concurso. Consiguió esta vez el primer premio en el colegio Mayor “La Paloma”, que podría considerarse como la Universidad Laboral de aquel entonces. Deciden que lo mejor es que Luis Antonio se traslade a vivir a Madrid, donde ya había realizado exposiciones en diciembre de 1947 en los salones de arte “Kebos”,  para poder seguir sus estudios al lado de Federico Coullaut.
Sus inicios como escultor no fueron fáciles y se dedica a crear pequeñas obras y a venderlas para poder subsistir y poder seguir estudiando. Así, realizaba en escayola policromada “Portales de Belén” que vendía en la Plaza Mayor de Madrid, llegando a montar  una pequeña industria en la que colaboraban sus hermanos. También realizó para subsistir pequeñas esculturas en barro cocido pero en vez de venderlas, se dedicaba a ir a las casas de empeño y allí empeñarlas. Pese a ello, alquiló un pequeño estudio en la calle de la Luna de Madrid, lugar de residencia de otros artistas ya consagrados como  el pintor Enrique Navarro, Miguel Herrero, José Luis Mazuelos y Demetrio Salgado.
Aparte de ayudar a su maestro Federico Coullaut, trabajó para un anticuario, Arturo Linares, que estaba en frente de Las Cortes, para el que llevaba a cabo esculturas de Santos. El anticuario le proporcionaba madera de vigas antiguas, Sanguino las tallaba, las policromada, las  metía al horno y el resultado era que parecían completamente auténticas. Realizó aproximadamente 17 de estas esculturas de entre 50 y 60 centímetros de altura, que pretendían simular las de grandes maestros del Siglo de Oro español:  Alonso Cano, Gregorio Fernández y otros de los grandes imagineros realistas de la escultura barroca española.
Se presentó, motivado por su maestro (Federico Coullaut), como escultor al concurso para “El Valle de los Caídos” entregando varios bocetos sobre las fuerzas de los ejércitos, tierra, mar, aire y milicias, cuando contaba con 18 años de edad. Los  bocetos que presentó Sanguino consistieron en lo siguiente: Tres bocetos en escayola de un metro, una escultura de 1,75 m., una mano labrada en piedra (ya que quería demostrar su habilidad al tallar la piedra),  y varios dibujos. Consiguió ser seleccionado para ejecutar esta obra, encontrándose en esos momentos cumpliendo el entonces obligatorio Servicio militar.
Las obras para la construcción del complejo de la Basílica del Valle de Los Caídos (San Lorenzo de El Escorial, Madrid) se iniciaron en 1942, encargándose el proyecto al director general de Arquitectura Pedro Muguruza quien en 1949 lo abandonó por enfermedad. Pasó la dirección de las obras a  Diego Méndez González, simplificándose a partir de ese momento partes de la obra, (desapareciendo, por ejemplo, el proyecto de Vía Crucis de Federico Coullaut Valera). Las esculturas alusivas a las Fuerzas Armadas, pertenecen a Luis Antonio Sanguino.
El monumento de las Fuerzas Armadas  está compuesto por  ocho esculturas  con una dimensión de 3 metros de altura cada una,  talladas sobre granito con formas angulosas, grandes planos y severas (lo cual contrasta con el pulimento de los rostros y brazos), quedando perfectamente integrado en el conjunto del complejo que destaca por su carácter arquitectónico. Se encuentra ubicado en la parte alta de ambos muros de la nave de la Basílica que conduce a la Cripta, simbolizando al tiempo la guardia y el dolor (representando la consigna de que el hombre es mitad monje, mitad soldado, y haciendo referencia y, homenaje al tiempo,  a los ejércitos: Tierra Mar, Aire y Milicias), ante los restos de quienes descansan en ella. Tardó tres años en la realización de estas esculturas.
En el año 1957 contrajo matrimonio con la estadounidense Dana Woodward, con quien tuvo  sus tres primeros hijos Luis Russel, Jordi y Triana Cristina. En esta época de su vida establece su residencia con su familia en el Estado de Nueva York. Comienza una etapa artística muy fructífera; sus obras siguen siendo monumentales, lo que le mereció la consideración de la Sociedad Nacional de Escultura de Nueva York (National Sculpture Society of New York) como “un clásico del S. XX”. Durante este periodo conoce a Salvador Dalí y a otros muchos artistas, convirtiéndose en el miembro más joven nunca electo en esa asociación.
Aprovecha su estancia en Nueva York para conocer y estudiar la obra de grandes artistas como la  del pintor y escultor italiano Amedeo Modigliani (1884-1920), Constantin Brancusi  (1876-1957), Auguste Rodin (1840-1917), caracterizándose esta primera etapa americana del artista como una fase de búsqueda, lo cual se refleja en las obras de este momento.
En Estados Unidos, expuso en varias salas de Exposiciones, destacando la  galería Hammer de Nueva York 51 East 57th. Street y la Galería Palm Beach, 336worth Avenue, Florida.
No dejó de participar en concursos tanto organizados en España (como el convocado por el Ayuntamiento de Málaga, cuyo objetivo era un monumento a Francisco  Franco, en el cual ganó con sus bocetos a escultores como Juan de Ávalos y Santiago de Santiago, aunque al final no se llevó a cabo) como en los Estados Unidos.
Pese a estar residiendo en Estados Unidos, en el año 1967, compró una finca en Mataelpino en la sierra de Guadarrama, lo cual le permitió  alternar su estancia y su trabajo entre España y Nueva York. Así, en 1970 realizó una importante exposición en la sala Grifé&Escoda, siendo esta su primera exposición en España.
Vuelve a España y fija su residencia en su país de origen en  1976 (aunque no de modo definitivo), recibiendo entonces la cruz de la Orden de Isabel la Católica de Su Majestad Don Juan Carlos I, por representar y sentirse orgulloso de su país allí donde estuviera. Esto quedó patente en su lucha por conseguir que el día 12 de octubre que tradicionalmente y hasta ese momento en Estados Unidos se celebraba como día de “Columbus day”, día de los italianos, se transformase en el día de la Hispanidad, ya que según defendía el autor,  Colón, a pesar de creer que fue Genovés  (aunque nunca se demostró que realmente lo fuera), iba en una expedición española, por tanto, tenía que ser celebrado como día de la Raza o día de la Hispanidad como actualmente se celebra el 12 de octubre en todo el mundo. Reuniéndose con algunos amigos españoles, hicieron hincapié en que ese día se celebrara como un homenaje a España, para ello en el Hotel Comodoro de la Gran Estación Central de Nueva York decidieron hacer una especie de cena convocada para unas 300 personas aproximadamente, que resultó ser un rotundo éxito acudiendo más de mil personas y entre los asistentes contaron entre otros personajes relevantes de la época,  con la asistencia del Alcalde de Nueva York y el embajador de España, por aquel entonces el Conde de Motrico. Esto llevó a que al siguiente año se realizara una gran parada en la Quinta Avenida de Nueva York como día Español. El hecho de que Sanguino fuera uno de los principales impulsores de este movimiento, hizo que fuera propuesto, entre otros por algunos embajadores y cónsules, para darle la medalla. Esta fue finalmente concedida viviendo todavía Francisco Franco. Pese a ello no  fue hasta 1976 cuando la recibió de manos del Rey de España.
En 1978  vuelve a cambiar de residencia, estableciéndose esta vez en  México, dejando allí una gran huella con sus obras y dando  comienzo una nueva etapa artística en la que acentúa el clasicismo de sus esculturas. En 1979 contrajo matrimonio con una joven segoviana, Curra Álvarez, madre de sus dos hijos más pequeños Curro y Rocío, con quien residió en México trece años.
Como el artista alternó su estancia en México  con frecuentes viajes a España, a finales de 1985 compró un torreón-Castillo del siglo XIV, en la localidad segoviana de Valdeprados. Mientras, seguía realizando obras a ambos lados del Atlántico.
Vuelve en 1990 a España, esta vez para establecerse de forma definitiva, instalándose en Segovia donde actualmente reside y trabaja.
Desde su llegada a España, Madrid se ha convertido en su  Mecenas, encomendándole al artista sus más importantes y representativos encargos, aunque otras ciudades como Segovia, Guadalajara, Marbella, Oviedo y Navalcarnero, también le han encargado importantes proyectos.
Pese a estar lejos del continente americano, no ha dejado de trabajar en proyectos para México y Puerto Rico.

## Estilo
El estilo de Luis Sanguino surge de forma paulatina a medida que aumenta sus estudios en áreas plásticas y artísticas, perfeccionando técnicas escultóricas como por la talla en madera, piedra, modelado etc. Su educación artística se realizó en diferentes talleres y con diversos maestros (el de Antonio, el alfarero de Pozoblanco, su pueblo cuando era niño, el de Federico Coullaut Valera en Madrid….)

## Actividad Artística

### Escultura urbana e institucional
- 1959. Decoración escultórica fachada de la sede de la compañía Toys Guidance Council, en Broadway, Nueva York. Se trata de una serie de esculturas, en piedra artificial, de niños jugando a diferentes, típicos y universales juegos, como el salto a la piola, el corro de las patatas, etc.[3]
- Sin fecha. Estatua para decorar el vestíbulo de un nuevo centro de tratamiento contra el Memorial Sloan-Kettering Cancer Center de Nueva York, encargado por las señoras Laurence Rockefeller y William Hutton, quienes habían asistido a una de sus exposiciones y habían conocido su obra en mármol. La obra consistió en una familia: padre, madre e hijo unidos, símbolo de la lucha del hombre por la familia, realizada en mármol rojo de Alicante.[3]
- 1968.  “Monumento a Ernest Hemingway (Pamplona)”. Se trata de un gran busto en bronce, con los hombros y la base de granito. El busto se realizó en Nueva York y después se trajo a España.[3]
- 1971. “El Beso”. Sito en la entrada del 345 de Park Avenue, Nueva York. Obra realizada para un importante constructor de esta ciudad, Mr. Ruddin, en mármol rojo de Alicante.[3]
- Sin fecha. Diferentes esculturas por encargo del constructor Mr. Ruddin como: “El futuro”; situada en el vestíbulo de un edificio en el 845 de la tercera avenida que, posteriormente, parte de él se alquiló para la embajada de Las Naciones Unidas y para el consulado Inglés. Se trata de una obra en bronce que consiste en un conjunto formado por la Tierra de la que emerge, un hombre desnudo cuya mano alzada casi toca la Luna, la cual se une al conjunto mediante unas órbitas.[3]
- “Monumento a Nueva York”, para el 110 de Wall Street. Se trata de una especie de puente donde unos seres humanos en vertical sobre el puente, representan cada uno: el obrero, la industria, el maestro la cultura, el niño los valores familiares y el futuro, pues son los seres humanos quienes hacen las ciudades.[3]
- 1975. “Monumento Heroico a los Inmigrantes (The Inmigrants)”, de 1975, en Battery Park, Nueva York, obra en bronce, sin apenas pedestal en granito, situado al pie de la calle a la misma altura que viandante. El conjunto, formado por un total de ocho figuras entre las que se puede distinguir entre otras a un judío perseguido en la vieja Europa, al padre y a la madre con el niño, al harapiento, al esclavo africano con sus cadenas ya rotas; y pretende representar el momento en que esta gente salía de Castle Garden para entrar en  América, la Tierra de las Oportunidades, portando con ellos todas sus ilusiones y esperanzas de una nueva y mejor vida. Fue realizada en España.[3][4]
- 1975. “Monumento al matador de toros Juan Montero Navarro”, cementerio de Albacete, por encargo de sus familiares. El monumento es un conjunto escultórico del matador dando una “Espaldina Monterina” pase inventado por el diestro y característico del mismo. Obra realizada en bronce.[3]
- 1976. “Monumento a Don Diego de Gardoqui”. Filadelfia. Encargado con motivo del Segundo Centenario de la Independencia de Estados Unidos, y con el fin de recordar a aquellos españoles que de algún modo participaron en ella. Diego de Gardoqui fue catedrático de Salamanca y primer embajador español en Estados Unidos. Se trata de una escultura  en bronce, de cuerpo entero, de 3,5 metros de altura, ataviado con casaca de la época. De este obra se hizo un busto de don Diego de Gardoqui, sito en el Capitolio en Washington D. C..[3][4]
- Sin fecha. “La pensadora”. Por encargo de  Julio Rodríguez, Ministro de Educación y catedrático de Cristalografía, con motivo de la muerte de Franco y establecimiento de la Monarquía, como regalo  a Don Juan Carlos el día de su coronación. Se trata de una talla en ónice.
- 1977 “Monumento a Jacinto Benavente”, en la Plaza Mayor de Galapagar, donde residió y fue enterrado el escritor premiado con el   Nobel.  Fundido en bronce y tallado en piedra caliza.[3] “Monumento a Antonio Bienvenida”, situado en el exterior de Las Ventas, Madrid. Grupo escultórico formado por ocho figuras en bronce sobre un pedestal bajo de granito donde está inscrito: Madrid a Antonio Bienvenida. Encargo de la  empresa Jardón que fue la construyó la Plaza de Toros de Madrid, en el año 1975, a la muerte del diestro.
- Sin fecha. Como parte de los actos de la primera vista a España de José López  Portillo, tras el restablecimiento de la diplomacia con México a la muerte de Francisco Franco,  se encargaron dos bustos, uno del rey Juan Carlos I y otro del presidente mexicano  para colocarlos en la Casa de Campo, donde  tuvo lugar una feria donde se exponían productos de Sendos Países.[3]
- Sin fecha. “Monumento ecuestre del doctor Gustavo Baz”, monumento ecuestre, en bronce. México.[3]
- 1979-1989. Esculturas de cuerpo entero, en bronce,  de los expresidentes Miguel Alemán, Adolfo Pérez Mateos y Lázaro Cárdenas, para la Residencia Presidencial “Los Pinos”, México.[3]
- 1979. “El Caminero”, grupo escultórico compuesto por un globo terráqueo con tres esculturas de 12 metros, una de las cuales con una palanca empuja al Mundo hacia delante, hacia el progreso y todo ello sobre una alto pedestal, llegando a medir el conjunto unos 35 metros de altura. Se encuentra en la carretera de Toluca, México. Encargo del Ministerio de Comunicaciones y Transportes  de México, para la inauguración de la Autopista.[3]
- 1984. “Unión del Norte y del Sur “. Encargo nuevamente del Ministerio de Comunicaciones y Transporte de México, para la inauguración de otra en el Estado de Veracruz. Se trata de dos grandes figuras de bronce de entre 9 y 10 metros respectivamente, dándose la mano y, con una maqueta en tamaño reducido del  puente de la autopista, simbolizando la unión del norte y el sur de México sobre el río Coatzacoalcos, que anteriormente suponía un verdadero impedimento en las comunicaciones.[3]
- 1984. “Gran Fuente de La Vida”, emplazada en el Estado de Nuevo León, en Monterrey, México. Se trata de un conjunto de expresión clásica del arte incorporada a la modernidad de la Gran Plaza donde está ubicada. Esta fuente simboliza la lucha del pueblo de Nuevo León por asegurarse el abastecimiento del agua metropolitana, que tras grandes esfuerzos conseguirían mediante la necesaria canalización de tuberías. Las figuras son de bronce. La figura central es el Dios Neptuno, divinidad del agua, que guía un carruaje tirado por caballos marinos que emergen del agua. Otro conjunto está formado por cinco figuras femeninas que reproducen a unas ninfas en diferentes posiciones. La figura frontal es una Diosa que está coronando por su triunfo en la batalla del agua a un León, símbolo de este Estado. Recibió críticas moderadas por haber elegido Neptuno, divinidad de la mitología clásica occidental en vez de al Dios Azteca del Agua y de la lluvia, TLALOC.[3]
- 1984. Estatua ecuestre a José López Portillo entonces presidente de México, se elaboró por encargo del gobierno del estado de Nuevo León encabezado por Alfonso Martínez Domínguez. Originalmente se pensó ubicarla en la presa del mismo nombre también conocida como Presa Cerro Prieto para lo cual la cima del cerro que le da nombre fue cercenada. Posteriormente se colocó en el cruce de la avenida Sendero y Carretera a Laredo en los límites de los municipios de San Nicolás y Escobedo donde permaneció hasta el año de 1995 cuando fue retirada terminando en un lote de chatarra ubicado en el municipio de Cadereyta Jiménez. En la actualidad, la versión inicial de esta obra pertenece a un empresario regiomontano.
- Sin fecha.  “Monumento a los Tres Reyes Aztecas”, en el barrio de Nezahualcóyotl, México. Se trata de reproducciones exactas de las imágenes que pueden contemplarse en el  Museo Antropológico de México.[3]
- 1985. “Monumento a los Niños Héroes de Chapultepec”, en el Estado de Nuevo León.[3]
- 1986. “Monumento a Manolete, Manuel Rodríguez Sánchez”, en bronce y aproximadamente con 2 m de altura. Está colocado junto a los tres toreros más importantes de México en la Puerta Grande de la Plaza de Toros de San Luis Potosí.[3]
- 1987. Réplica de “Monumento a Manolete, Manuel Rodríguez Sánchez”, sita en la calle Alcalá, Madrid, España.[3]
- 1987. “Monumento a Emiliano Zapata”, en San Luis Potosí.[3]
- 1987. “Monumento a José Cubero,” El Yiyo”, en el exterior de La Monumental Plaza de Toros de Las Ventas de Madrid. Realizado en bronce, tiene una latura de siete metros.[3]
- 1992. “Raíces”, fuente situada en el Paseo de la Princesa, Puerto Rico. Encargo del  gobierno puertorriqueño. Representa la proa de un barco en forma de caballo montado por un chiquillo mirando los bellos horizontes, a modo de palo mayor, en el centro de la composición dispuso una figura femenina, una diosa símbolo de la libertad, en la popa una ninfa monta dos delfines a modo de juego adornada con guirnaldas como dándonos la bienvenida, en la parte derecha (estribor) figura una familia portorriqueña, padre, madre e hijo, núcleo de toda sociedad, y a la izquierda del conjunto (A babor) un nativo de la tierra representa la cultura, el folklore, la danza y la música. El conjunto que tiene unos ocho metros de alto está construido en bronce.[3]
- 1993. “Monumento a Juanita Cruz”. Primera mujer que se vistió de luces y toreó en España, tuvo que exiliarse a torear a América, donde alcanzó el éxito. Encargada por su marido y  costeado de su propio bolsillo, como homenaje y para su recuerdo. Ubicado  en el cementerio de Nuestra Señora de la Almudena de Madrid.[3]
- 1994. “El Encierro”, muro de contención alrededor de la Monumental Plaza de toros de Las Ventas de Madrid. Alto relieve en bronce compuesto por siete toros, dos cabestros y dos mayorales dirigiendo la manada en el campo.[3]
- 1995. ”El Mesonero Mayor de Castilla”, en la Plaza del Santo Espíritu, Segovia, realizado en bronce por encargo de la federación de hostelería Castellano-Leonesa, y plasma al mesonero en cuerpo entero, en el momento de trinchar el cochinillo.[3]
- 1999. “Despedida del Siglo XX y entrada en el Siglo XXI”, fue colocada en el año 1999 en el madrileño barrio de San Blas. Encargo libre. Utiliza simbolismo para mostrar el paso de lo viejo a lo nuevo, en las representaciones y en el uso de materiales, bronce y acero inoxidable.[3]
- 1999. “Monumento a Miguel de Cervantes". En la carretera de Vicálvaro, barrio de San Blas, Madrid. Realizada en bronce con  un acabado abocetado, como realizado en barro, muy característico del modo de trabajar del autor. En la placa que contiene su pedestal reza lo siguiente: Don Miguel de Cervantes, Príncipe de las letras, en homenaje a la Lengua Española, mayo de 1999.[3]
- 1999. “El Sol de Marbella”, ciudad de Marbella.  Realizada en bronce con latón, alcanza unos 9 metros de altura.[3]
- 1999 En este año la ciudad de Oviedo colocó tres esculturas de Sanguino en las calles de la ciudad: "Vida", "Libertad" y "Paz".
- 2000 Puertas  de la Catedral de Nuestra Señora de la Almudena de Madrid, las que están orientadas a la plaza América. Hechas en bronce, con pátina de verde pompeyano. La puerta principal está en la Plaza de La Almudena, es la conocida como Puerta de la Santísima Trinidad, al  representar en su parte superior el Misterio de la Santísima Trinidad con el Padre, El Hijo y el Espíritu Santo. Debajo aparece la Virgen de la Almudena como patrona de Madrid rodeada de una aureola de ángeles anunciando la llegada del Tercer Milenio. Las dos puertas Laterales, Evangelización de América (a la izquierda, representa el descubrimiento, es decir, la llegada de Colón a las Américas acompañado de sus marineros y de los representantes de la Iglesia Católica) y Memoria a la Historia de España o Puerta de los Reyes (a la derecha, en ella están representados todos los reyes de España que, desde Don Pelayo y San Hermenegildo, lucharon por la cruz desde la época de la reconquista hasta nuestros días).[3]
- 2001 Puertas  de la Catedral de Nuestra Señora de la Almudena de Madrid, las que están orientadas a la calle Bailén. Hechas en bronce, con pátina de verde pompeyano.[3] La puerta central de la calle Bailén, Puerta de la Consagración de la Catedral, su Santidad el Papa Juan Pablo II, consagra la Catedral en presencia del Cardenal Suquía y de Sus Majestades los Reyes de España. Las dos puertas Laterales, representan, la aparición de la Virgen Nuestra Señora  de la Almudena y la Santísima Virgen bendiciendo Madrid respectivamente.[3]
- 2001.  “Los Doce Apóstoles: San Andrés, Santo Tomás, San Simón, San Juan, San Mateo, San Pedro, Santiago Menor, San Matías, San Judas Tadeo, Santiago Apóstol, San Bartolomé y San Felipe”. Cada cual porta sus simbologías y la actitud propia de sus historias.  Situados sobre los doce pilares que rodean el exterior de la cúpula de la Catedral. Realizadas en bronce y acabadas con una pátina de nitrato de plata y caliza.[3]
- 2001. “Monumento a  Mariano Barberán y Collar”, situado en el parque de la Concordia, encargo del Ayuntamiento de Guadalajara. Mariano Barberán, fue  capitán aviador nacido en Guadalajara,  profesor y director de la Escuela de Observadores de Cuatro Vientos, quien junto con el Teniente Joaquín Collar Serra, emprendió el vuelo Sevilla-México (10 de junio de 1933), cuya primera etapa sin escalas hasta Camegüey, Cuba, de 8095 quilómetros, realizada en 39 horas y 50 minutos, superó  todos los récords. En el monumento aparecen entre dos alas de avión de acero inoxidable, los bustos de los protagonistas sobre el avión en el que realizaron la hazaña. En la placa de su pedestal en granito dice lo siguiente: La ciudad de Guadalajara al Capitán Barberán y al Teniente Collar. Héroes del vuelo Transoceánico del Cuatro Vientos en 1933. 20 de junio de 2001.[3]
- 2003. Bustos situados en la Avenida de Francisco Fernández Ipazaguirre, y encargados por el Ayuntamiento de Guadalajara. Son una serie de nueve bustos, en bronce sobre pedestal de granito con una placa en bronce explicativa de quiénes fueron y su relación con la ciudad. Busto de Izraq Ibn-Muntil en cuya placa dice: Gobernador de la ciudad Árabe y nacido en Guadalajara. Busto de Alvarfayez de Minaya, guerrero cristiano que reconquistó la ciudad de Guadalajara. Busto de  Mose Ben Sen Tob de León (siglo XIII) filósofo y rabino nacido en Guadalajara, autor del libro del Espledor, regla de la Cábala (Interpretación judía de las Sagradas Escrituras). Busto de Íñigo López de Mendoza, Marqués de Santillana (1398-1458), poeta escritor de Las Serranillas. Busto de Nuño Beltrán de Guzmán (1499-1544) conquistador y fundador de la ciudad de Guadalajara en México. Busto de Francisco Fernández Ipazaguirre (1852-1889). Farmacéutico. Fundador del Ateneo Científico Literario y Artístico de Guadalajara e impulsor de la cultura en dicha ciudad. Busto de María Diega Desmaissieres y Sevillano, duquesa de finales del siglo XIX y principios del siglo XX a quien pertenece una de las obras más emblemáticas de Guadalajara, el panteón de su mismo nombre, querida en la ciudad por sus múltiples obras benéficas. Busto  del guadalajareño Antonio Buero Vallejo (1916-2000). Dramaturgo, Académico, Premio Nacional de Teatro y  Premio Cervantes. Busto en homenaje a Camilo José Cela Trulock cuya relación con Guadalajara se establece a partir de sus viajes por La Alcarria, que darían lugar a su homónima novela, escrita en 1948. En su placa dice: Escritor, Premio Nobel de Literatura, Premio Nacional de las Letras Españolas y  Premio Cervantes.[3] Réplica, aunque de mayor tamaño, del busto de Buero Vallejo para el Teatro de Buero Vallejo en Guadalajara.[3]
- Sin fecha.” La Virgen de La Antigua”,  en el exterior de su ermita, sita en Guadalajara. Realizada en bronce sobre una columna de granito.[3]
- Sin fecha. “Busto de San Juan Bosco” situado en el Parque que lleva su nombre, en la misma ciudad de Guadalajara. Realizada en bronce, sobre un oedestal de granito con placa explicativa.[3]
- 2003. “Monumento al torero Félix Colomo “,situado en la glorieta de la Puerta Grande De Navalcarnero que lleva el nombre del Diestro, Madrid, Un torero que se vio a retirarse del mundo del toro por problemas políticos, dedicándose posteriormente a la hostelería con mucho éxito. Conjunto escultórico en bronce con la figura del toro y el torero.[3]
- 2004. “Monumento a Vicente Ruiz”, Mesonero Mayor de Navalcarnero. Grupo escultórico en bronce.[3]
- 2006. “Monumento a la Constitución y a la Democracia” sito en la Plaza del Nuevo Ayuntamiento de Navalcarnero. Se trata de un monolito de granito de unos 10 metros de altura a los pies del cual se sitúa el primer alcalde navalcarnereño elegido democráticamente en unas elecciones tras la dictadura franquista.[3]
- 2007. “Monumento Mausoleo de Rocío Jurado”. Encargo directo de la familia de Rocío Jurado. Se trata de una figura en bronce de la artista sentada sobre su tumba. El Mausoleo se completa con un templete de mármol blanco de Macael que termina en una cúpula piramidal con techo de cristal.[3]
- 2008. “Monumento al Arrastre “, en la Plaza de Toros Félix Colomo de la Villa de Navalcarnero. Se trata de  un conjunto escultórico, en bronce con pátina marrón,  que representa el momento en que el toro es arrastrado tras su lidia por un enganche de mulillas, acompañado por los mulilleros.[3]
- 2010 Murales  que completan el Pórtico que va a dar a la Plaza de la Almudena de la Catedral de Nuestra Señora De la Almudena de Madrid. Representan a través de relieves en bronce  los cinco Misterios Gozosos de la Virgen: La Anunciación, La Visitación (La visita de la Virgen a Santa Isabel), El Nacimiento de Jesús, La Presentación de Jesús en el Templo, Jesús niño hallado con los Doctores en el Templo.[3]

## Retratos

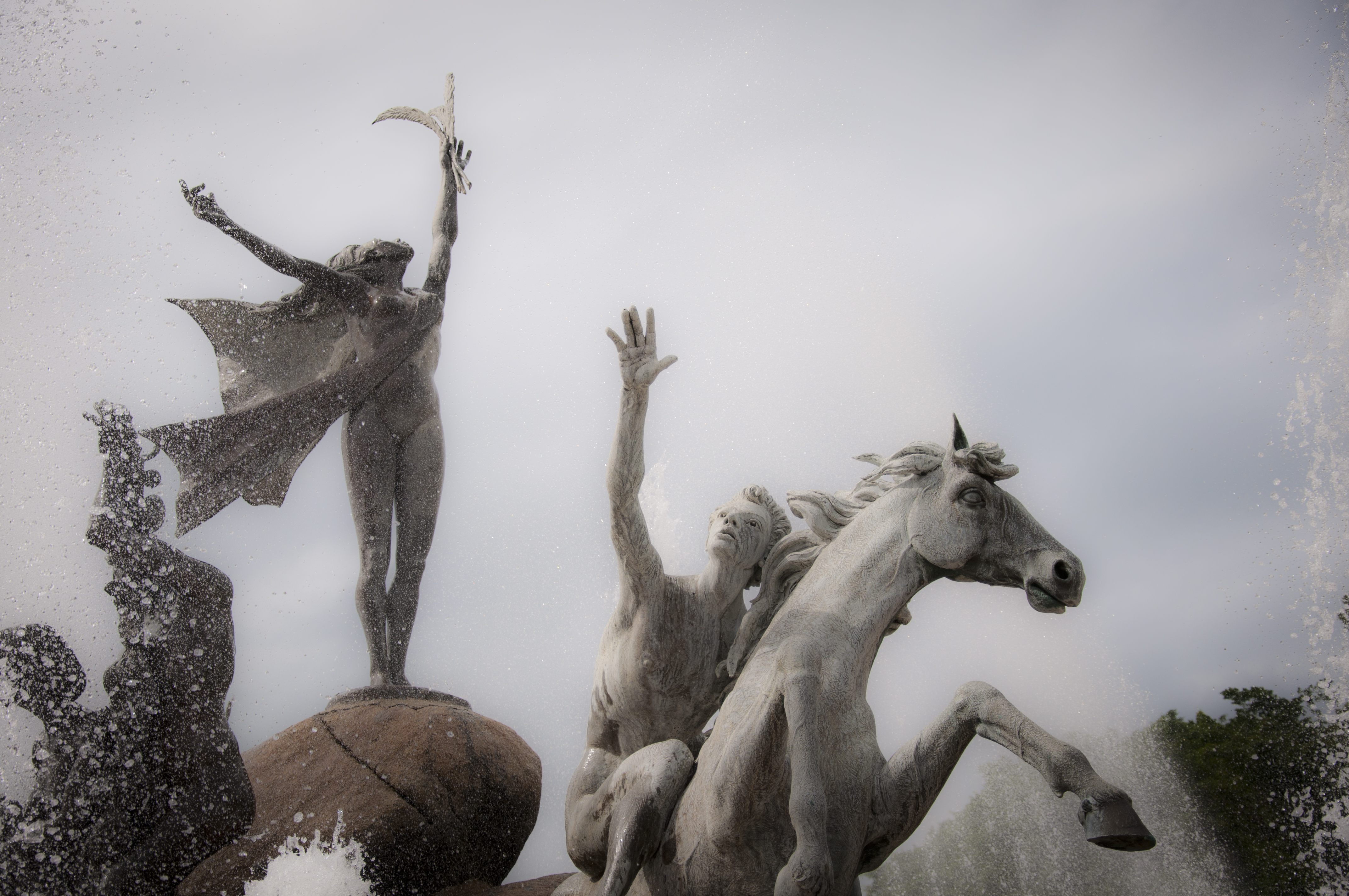
Estatua I en el Paseo de la Princesa en San Juan, Puerto Rico.

Sanguino ha realizado a lo largo de su carrera un número considerable de bustos o retratos, pudiendo cifrase alrededor de quinientos o seiscientos bustos.
Los personajes retratados son desde presidentes de países, cardenales, escritores, reyes, toreros, cantantes, músicos, actores, Papas, cantaores, personas particulares…
Estados Unidos
Tras su aparición en uno de los programas de entretenimiento de televisión con mayor audiencia del país (The Tonight Show), el presentado por Johnny Carson, en el que Sanguino realizó el retrato en directo de Johnny Carson, siendo a continuación entrevistado por este;  los encargos no cesaron.
En  1961 realiza en bronce, el busto de Donald W. Douglas, fundador de los aviones Douglas; por encargo de la compañía aeronáutica que lleva su nombre, en Los Ángeles, California.
En 1962 realizó el Busto a John Fitzgerald Kennedy para ponerlo en una de sus exposiciones. Finalmente fue adquirido por la familia Kennedy.
En 1963 la autoridad de puertos de Nueva York le encargó, para el vestíbulo central del aeropuerto de La Guardia,  un busto en mármol, de grandes dimensiones,  de Fiorello La Guardia, antiguo alcalde de Nueva York que se mantuvo en el cargo durante dieciocho años.
En el Museo Taurino de Madrid, situado en el Patio de Caballos de la Plaza de Toros de Las Ventas, pueden contemplarse los bustos de Serranito, Andrés Vázquez, Falcón, un torero mexicano, Media Verónica de Belmonte y su busto, el busto de Juan Belmonte, todas ellas en bronce.
En el Museo Taurino de la Real Maestranza de Sevilla, se encuentra un Monumento a Ángel Peralta y el Busto de Juanita Reina.
En el Cementerio de San Fernando de Sevilla se puede contemplar el “Monumento a Juanita Reina”,  figura de cuerpo entero realizada por Sanguino, en bronce.
Con motivo del primer viaje apostólico que el Papa Juan Pablo II hizo a México durante la presidencia de López Portillo, Sanguino realizó por encargo dos Bustos del Papa para recordar su visita. Pese al encargo de dos bustos, el autor realizó tres copias en bronce: una para la Catedral de Toluca, capital del Estado de México, otra para la capilla particular de la madre del Presidente López Portillo, en  la Residencia Presidencial “Los Pinos”, y una tercera que se quedó el propio Sanguino pese a que poco se la pidieron para colocarla junto a la Iglesia de Nuestra Señora de La Fuencisla en Segovia.  Más tarde, tuvo que hacer otra para colocar este busto en una plaza de Huelva.
En 1989, realizó un Busto al Presidente Carlos Salinas de Gortari.
En 1991 se inauguró en el Jardines del Retiro de Madrid, un busto al cantante Pedro Vargas, en bronce, por encargo de la familia y amigos del cantante.
En 1996, la federación de hostelería “Castellano-Leonesa”,  le encargó un busto de bronce  de Cándido, para ser colocado frente a su Mesón junto al Acueducto de Segovia. Él se inauguró en el año 2003.
Tiene bustos de S.M. Don Juan Carlos I de Borbón (cuatro copias que se encuentran ubicadas en: Agencia EFE, el Club Financiero Génova en Madrid, en el Ministerio de Turismo y otro lo compró el Banco de Alfonso Fierro)  y La Reina doña Sofía.
También destacan: el busto a Miguel de Unamuno, encargo del Presidente de México, López Portillo; el Busto de García Lorca; el Busto de Pío Baroja, encargo del ayuntamiento de San Sebastián; todos ellos realizados en bronce.

## La mujer en la obra de Sanguino
El autor ve en la mujer  la fuente de la vida, de la continuidad, la procreadora de nuevas generaciones y el mejor medio de expresión de todos los sentimientos humanos. Incluso se puede ver cómo el autor recurre a la mujer en todos aquellos monumentos que no se referían a personajes masculinos en concreto, sino a ideas, como las estaciones del año, La fuente de la vida, Raíces, El Sol de Marbella, etc.
Ejemplo directo de homenaje a la mujer puede considerarse la “Fuente al Triunfo de la Mujer”,  de 1998, situada en el barrio de San Blas (Calle Hermanos García Noblejas), Madrid. Encargada por el concejal del Distrito de San Blas, Isaac Ramos, para homenajear a la mujer en  una zona residencial llamada “Las Rosas”. La fuente se concibió, a partir de cinco conjuntos escultóricos en los que representa a la mujer en sus diferentes edades, siempre bella y libre. El primer grupo la madre con la niña recién nacida, representando la niñez y la maternidad; el segundo grupo la mujer haciendo deportes y jugando, representado la juventud mediante una chica adolescente;  el tercero muestra el enamoramiento, situando a la mujer junto al hombre al que se entrega cuando lo ama. Un cuarto grupo representa la madurez mediante una mujer madura junto a su nieta con la que comienza una nueva vida y a la que transmite su sabiduría y experiencia vital. En el centro y elevada sobre una taza de agua, la mujer en su plenitud, portando un ramo de flores, símbolo del triunfo de la mujer.